# Eremopterix
Eremopterix es un género de aves paseriformes perteneciente a la familia  Alaudidae.

## Especies
El género contiene ocho especies:
- Eremopterix australis (A. Smith, 1836) – terrera orejinegra;
- Eremopterix hova (Hartlaub, 1860) – alondra malgache;
- Eremopterix nigriceps (Gould, 1839) – terrera negrita;
- Eremopterix leucotis (Stanley, 1814) – terrera orejiblanca;
- Eremopterix griseus (Scopoli, 1786) – terrera coronigrís;
- Eremopterix signatus (Oustalet, 1886) – terrera señalada;
- Eremopterix verticalis (A. Smith, 1836) – terrera dorsigrís;
- Eremopterix leucopareia (Fischer Y Reichenow, 1884) – terrera cariblanca.